# Murikowo (mijanka)
Murikowo (ros. Муриково) – mijanka i przystanek kolejowy w miejscowości Murikowskij Razjezd, w rejonie szachowskim, w obwodzie moskiewskim, w Rosji. Położona jest na linii Moskwa – Siebież, będąc pierwszym punktem zatrzymywania się pociągów na tej linii zarządzanym przez Kolej Październikową.